# Tiaret
Tiaret (em árabe: تيارت) é a maior cidade da Argélia e a capital da província homônima. Sua população estimada em 2008 era de 201 263 habitantes.